# Мері Такер
Мері Такер (нар. 20 липня 2001) — американський стрілець, срібна призерка Олімпійських ігор 2020 року.

## Виступи на Олімпіадах
| Олімпіада  | Дисципліна                              | Місце |
| ---------- | --------------------------------------- | ----- |
| Токіо 2020 | пневматична гвинтівка, 10 метрів        | 6     |
| Токіо 2020 | пневматична гвинтівка, 10 метрів, мікст | 2     |
| Париж 2024 | пневматична гвинтівка, 10 метрів        | 32    |
| Париж 2024 | пневматична гвинтівка, 10 метрів, мікст | 13    |
| Париж 2024 | гвинтівка з трьох положень, 50 метрів   | 25    |

## Зовнішні посилання
- Мері Такер на сайті ISSF (англійська)
- Мері Такер на сайті Olympics.com (англійська)
- Мері Такер на сайті Olympedia (англійська)
- Мері Такер на сайті U.S. Olympic & Paralympic Committee (англійська)